# Alain De Nil
Alain De Nil, né à Jette le 17 août 1966, est un footballeur international belge actif au niveau professionnel durant les années 1980 et 1990. Il évoluait au poste de milieu de terrain et a disputé toute sa carrière en Belgique, à l'exception d'une saison avortée en Autriche. Après la fin de sa carrière il se reconvertit comme agent de joueurs pour la société Star Factory.

## Carrière
Natif de Jette, Alain De Nil commence le football à l'âge de six ans dans le club de sa commune, le Scup Jette. Il y reste sept ans puis rejoint les équipes de jeunes du RWD Molenbeek en 1979. Il termine sa formation chez les molenbeekois et intègre l'équipe première du club en 1983. Il joue régulièrement à partir de décembre mais le club termine en position de relégable et bascule en Division 2. Il remporte le titre et remonte au plus haut niveau après une saison. Alain De Nil joue encore un an au RWDM puis rejoint le FC Malines en 1986 en compagnie de son équipier Paul De Mesmaeker.
À Malines, Alain De Nil ne parvient pas à s'imposer dans l'équipe de base, des blessures récurrentes venant gêner sa progression. Il ne joue ni la finale de la Coupe de Belgique 1987, ni celle de la Coupe des vainqueurs de coupe 1988, toutes deux remportées par le club malinois. Après deux saisons, il décide de rejoindre le Cercle de Bruges pour relancer sa carrière. Il joue son premier match avec le Cercle le 13 août 1988 contre son ancien club et devient par la suite un titulaire indiscutable sur le flanc gauche de l'entrejeu brugeois. En 1992 il reçoit le "Prix du Fair-Play" au Footballeur pro de l'année. Après quatre saisons pleines, il est récompensé par sa première sélection en équipe nationale belge le 3 juin 1992. Durant l'été, il rejoint La Gantoise

## Palmarès
- Vainqueur de la Coupe d'Europe des vainqueurs de Coupes en 1988 avec le FC Malines
- Vainqueur de la Coupe de Belgique en 1987 avec le FC Malines
- 1 fois champion de Belgique de Division 2 en 1985 avec le Racing White Daring de Molenbeek.
- International belge en 1992 (1 sélection)
- Homme de la Saison Belge : 1991–1992[5]
- Prix du fair play : 1991-1992[6]